# Культура Кіровоградської області
Культу́ра Кіровогра́дської о́бласті
Важливою віхою в культурному розвитку краю було будівництво в 1754 році фортеці Святої Єлисавети. Вона на довгі роки стала регіональним центром духовного життя.
У фортеці Святої Єлисавети заснована перша в Україні друкарня цивільного шрифту, випущена «Азбука», існувала медико-хірургічна школа. Шляхи юного Тараса Шевченка пролягли через Єлисаветград і відобразилися у його творчості. На території Кіровоградщини працював російський поет Афанасій Фет.

## Архітектура
На зламі XVIII–XIX століть в Єлисаветграді (тепер Кропивницький) та інших місцевостях було споруджено десятки православних церков. Серед них церкви: Різдва Пресвятої Богородиці, Кафедральний собор, Храми Преображення Господнього, Покрову Пресвятої Богородиці Єлисаветграду, Вознесенський собор Бобринця та інші.
Виразне архітектурне обличчя центру Кіровограду створене визначними архітекторами О. Лишневським і Я. Паученком.

## Музика
З Кропивницького вийшов один з фундаторів російської вокальної школи Й. Петров і ціле сузір'я славетних композиторів, музикантів, співаків, педагогів музичного мистецтва світового рівня: Кароль Шимановський, Генріх Нейгауз, Ксенія Ерделі, Фелікс Блуменфельд, Юлій Мейтус, Леоніда Балановська.

## Театр
Потяг до живого українського слова, народної пісні, танку виплеснувся у діяльності багатьох аматорських гуртків, що були створені представниками новонародженої української інтелігенції у Новомиргороді, Новоархангельську і особливо у Бобринці і Кропивницькому. А завершився цей процес заснуванням у 1882 році професійного українського театру славною плеядою корифеїв: Марком Кропивницьким, І. Карпенком-Карим, Миколою Садовським, Панасом Саксаганським, Садовською-Барілотті, Марією Заньковецькою. І це дало підставу називати місце творчої роботи Карпенка-Карого «Хутір Надія» — «столицею українського театру».
У ХХ сторіччі широке визнання отримали вихідці з Кіровоградщини театральні діячі Гнат Юра та Іван Мар'яненко.